# Świece (baśń)
Świece (duń. Lysene, ang. The Candles) – baśń literacka autorstwa Hansa Christiana Andersena, wydana po raz pierwszy w tłumaczeniu na język angielski w lipcu 1870.

## Publikacja
Baśń literacka o Świecach została przez Hansa Christiana Andersena opublikowana najpierw w tłumaczeniu na język angielski w amerykańskim czasopiśmie „Riverside Magazine For Young People”  w lipcu 1870 roku. Dziełko ukazało się pod tytułem The Candles. Autorką tłumaczenia była Anne Raasløff. Duńskie pierwsze wydanie ukazało się w październiku 1870 roku na łamach Nowego almanachu na rok 1871 (duń. Den nye Alamanak for 1871). Almanach wydało wydawnictwo Madsa Hansena i Antona Nielsena. Wznowienia baśni nastąpiły za życia pisarza w latach 1872 oraz 1874.

## Polskie przekłady
Baśń została przetłumaczona na język polski:
- 1901 – Świeca i łojówka: Maria Glotz (tłum.): Nowe powieści czarodziejskie Andersena. T. 2. Warszawa. Brak numerów stron w książce
- 1931 – Świece: Stefania Beylin (tłum.): Baśnie. Warszawa. Brak numerów stron w książce
- 2006 – Świece: Bogusława Sochańska (tłum.): Baśnie i opowieści. Tom III 1862–1873. Poznań. s. 275–277. ISBN 978-83-7278-194-9. (z oryginału duńskiego)

## Fabuła
Woskowa świeca chwali się swoim pochodzeniem i wyższością nad innymi świecami. Mówi, że świeci lepiej i dłużej, i że jej miejsce jest w żyrandolu lub srebrnym świeczniku. Świeca z łoju (łojówka) przyznaje, że jest skromniejsza, ale też zna swoją wartość i cieszy się ze swojego losu. Jest dumna, że została zanurzona osiem razy w łoju, a nie tylko dwa, jak najtańsze świece.
Woskowa świeca mówi, że najważniejsze są bale i świecenie dla ludzi, nie tylko dawanie światła w kuchni. Zostaje zabrana razem z innymi woskowymi świecami na bal. Łojówka również zostaje wzięta, ale do kuchni, gdzie trafia do koszyka dla biednego chłopca. Pani domu daje mu jedzenie i świecę dla matki, która pracuje nocami. Córka pani domu bardzo się cieszy z balu, jej twarz promienieje szczęściem. Świeca z łoju jest poruszona jej radością i zapamiętuje ten widok.
Łojówka trafia do biednej wdowy z trójką dzieci, gdzie zostaje zapalona. Narzeka na zapach zapałki, ale potem zauważa radość dzieci. Najmłodsza dziewczynka cieszy się z gotowanych ziemniaków. Dzieci dziękują Bogu za posiłek, a matka szyje nocą, by zarobić na ich utrzymanie. Świeca z łoju zastanawia się, czy świece woskowe rzeczywiście mają lepszy wieczór od niej...